# Gibberulus gibberulus
Gibberulus gibberulus is een slakkensoort uit de familie Strombidae. De wetenschappelijke naam werd gepubliceerd in 1758 door Carl Linnaeus in de tiende editie van Systema naturae.